# One Love (album av Dr. Alban)
One Love eller One Love – The Album är ett musikalbum från 1992 av den svenske artisten Dr. Alban. Det producerades av Denniz Pop och släpptes på skivbolaget SweMix Records.

## Låtlista

### First edition
1. "Introduction" (1:45)
2. "It's My Life" (4:00)
3. "Sing Hallelujah" (4:24)
4. "Groove Machine 4" (3:41)
5. "Reggae Gone Ragga" (4:01)
6. "Cash Money" (3:36)
7. "One Love" (5:27)
8. "Om we rembwe ike" (4:47)
9. "Groove Machine 5" (4:46)
10. "Mata oh a eh" (4:20)
11. "Roll Down Di Rubber Man (5:39)
12. "It's My Life (Club Edit)" (4:00)

### Andra utgåvan
1. "Introduction" (1:45)
2. "It's My Life" (4:00)
3. "One Love" (4:00)
4. "Sing Hallelujah" (4:00)
5. "Mata oh a eh" (4:20)
6. "Reggae Gone Ragga" (4:01)
7. "Om we rembwe ike" (4:47)
8. "Hard To Choose" (3:53)
9. "Cash Money" (3:36)
10. "Roll Down Di Rubber Man" (5:39)
11. "It's My Life (Remix)" (4:32)
12. "One Love (Remix)" (4:30)